# هارتلی (آیووا)
هارتلی (به انگلیسی: Hartley) شهری در ایالت آیووا کشور ایالات متحده آمریکا است که جمعیت آن در سرشماری سال ۲۰۱۰ میلادی، ۱٬۶۷۲ نفر بوده‌است.